# Останній богатир
«Останній богатир» — російський сімейний фільм у жанрі фентезі з елементами комедії, виробництва компанії «The Walt Disney Company CIS» та кіностудії «Yellow, Black and White», режисера Дмитра Дяченка. Прем'єра в Росії відбулася 19 жовтня 2017, а в широкий прокат фільм вийшов 26 жовтня 2017. Телевізійна прем'єра відбулася 1 січня 2018 року на телеканалі «Росія-1».

## Сюжет
Головний герой, Іван Найдьонов (Віктор Хориняк) живе в Москві. З матеріальної точки зору Іван живе непогано — під ім'ям «білий маг Світлозар» він бере участь у телешоу «Битва магів», веде приватний прийом заможних клієнток, має квартиру в Москві, але він дуже самотній. Іван — сирота, виховувався в дитбудинку, він неодружений, і нікого з близьких у нього немає; єдина людина, з якою він спілкується більш-менш регулярно — буркотлива домробітниця Галина, що приходить.
Якось одна клієнтка розповіла Івану, що їй зраджує чоловік — і засмучена жінка охоче платить величезні гроші за «зняття порчі», «приворот» та «захист сім'ї». Але незабаром у торговому комплексі до Івана підходить її розгніваний чоловік із охоронцями та висловлює претензії. Рятуючись від них втечею, Іван пірнає в аквапарку в трубу водних гірок і зненацька виринає з дупла дерева в невідомому лісі, де його зустрічає старий з палицею — волхв. Він пояснює Івану, що той потрапив у казковий світ Білогір'я, у якому живуть російські богатирі. Старий розповідає, що Іван є сином Іллі Муромця, якого у дитинстві переправили з казкового світу до звичайного, щоб сховати від ворогів. Іван довго не може повірити в реальність того, що відбувається, але незабаром його розмову з волхвом переривають стражники, які вбивають старого і хапають Івана.
Івана привозять до міста, де править Добриня Микитич. Той привітно зустрічає юнака як сина Іллі Муромця і просить свою красуню дружину Варвару відвести гостя до опочивальні. Проте княгиня велить кинути Івана в темницю, де вже нудиться Кощій Безсмертний. Від нього Іван дізнається, що Кощій колись правив Білогір'ям, поки не був переможений трьома богатирями і ув'язнений. Проте потім хитра і підступна Варвара чаклунством перетворила всіх богатирів на камінь і, крім Добрині, у цьому світі залишився лише один богатир — син Іллі Муромця Іван.

## У ролях
- Віктор Хориняк — Іван Найденов
  - Ігор Яшанін — Іван у дитинстві
- Мила Сівацька — Василиса
- Сергій Бурунов — володар річок, озер та морських вод Водяник
- Катерина Вилкова — княгиня Варвара, дружина Добрині Микитовича, дочка Галини
- Олена Яковлєва — Баба-Яга
- Світлана Колпакова — «помолоділа Баба-Яга»
- Костянтин Лавроненко — Кощій Безсмертний
- Євген Дятлов — Добриня Микитич
- Юрій Цурило — Ілля Муромець
- Вольфганг Черні[de] — Олешко Попович
- Олександр Семчев — Чудо-юдо
- Олександр Кухаренко — богатир
- Олексій Онежен — хуліган
- Ксенія Самойлова — ув*язнена
- Володимир Іпатов — боярин
- Тимофій Трибунцев — маг Світлозар
- Степан Середа — хлопчик на бенкеті
- Олег Чевельов — стражник Варвари
- Ігор Штернберг — тюремний наглядач
- Олена Валюшкіна — Галина, хатня робітниця Івана, мати Варвари
- Ігор Іванов — головний стражник
- Дмитро Лисенков — стражник-невдаха
- Микола Шрайбер — товстий стражник
- Сергій Муравйов — режисер
- Сергій Сафронов — ведучий
- Іван Замотаєв — організатор шоу екстрасенсів
- Ольга Венікова — дівчина
- Олексій Серебряков — качок
- Лілія Лаврова — ведуча
- Каріна Звєрєва — замовниця
- Руслан Джайбеков — чоловік замовниці
- Вадим Павленко
- Денис Безпалий — коваль

## Виробництво
«Останній богатир» став другим повнометражним фільмом, знятим студією «Disney» в Росії (першим був «Книга майстрів»). На відміну від попередника, «Останній богатир» створювався як серйозний фільм, оскільки, на думку режисера, головною помилкою «Книги майстрів» було те, що він був надто пародійним. За словами режисера, водяний, створений в CGI, вийшов навіть краще за Дейві Джонса з «Піратів Карибського моря». Головний герой фільму Іван Найденов у виконанні Віктора Хориняка замислювався як серйозніший герой, хоча в ньому також щось залишилося і від персонажа Кості з серіалу «Кухня» — наприклад, уміння швидко знайти вихід зі складної ситуації.

### Зйомки
Зйомки фільму проходили в Москві, і в основному всі сцени знято в реальних декораціях, а не на хромакеї.

## Музика
| №  | Назва композиції               | Автор           | Час  |
| -- | ------------------------------ | --------------- | ---- |
| 1  | Останній богатир               | Georgios Kallis | 3:43 |
| 2  | У дитячому будинку             | Georgios Kallis | 2:20 |
| 3  | Білогір'я                      | Georgios Kallis | 1:50 |
| 4  | Чахлик невмерущій              | Georgios Kallis | 2:07 |
| 5  | Баба Яга                       | Georgios Kallis | 1:49 |
| 6  | Легенда про меч-кладеня        | Georgios Kallis | 2:52 |
| 7  | Василіса                       | Georgios Kallis | 39   |
| 8  | Битва зі стражниками           | Georgios Kallis | 2:07 |
| 9  | Іван та Василиса               | Georgios Kallis | 3:16 |
| 10 | Хатинка на курячих ніжках      | Georgios Kallis | 2:11 |
| 11 | Погоня                         | Georgios Kallis | 1:49 |
| 12 | Іван спалив хату               | Georgios Kallis | 2:17 |
| 13 | Водяний                        | Georgios Kallis | 3:00 |
| 14 | Подорожі починається           | Georgios Kallis | 1:25 |
| 15 | Стріла Варвари                 | Georgios Kallis | 1:34 |
| 16 | Чудо Юдо                       | Georgios Kallis | 1:35 |
| 17 | Історія Івана                  | Georgios Kallis | 2:04 |
| 18 | Злий Пухнастий Кролик          | Georgios Kallis | 1:11 |
| 19 | Втеча                          | Georgios Kallis | 1:19 |
| 20 | В'язні та меч-кладеня          | Georgios Kallis | 1:31 |
| 21 | Меч-кладеня і чарівний кристал | Georgios Kallis | 3:54 |
| 22 | Назад у Білогір'ї              | Georgios Kallis | 0:53 |
| 23 | Змій Горинич                   | Georgios Kallis | 2:12 |
| 24 | Іван стріляє у Добриню         | Georgios Kallis | 1:15 |
| 25 | Політ Горинича                 | Georgios Kallis | 1:17 |
| 26 | Боротьба за чарівний кристал   | Georgios Kallis | 5:41 |
| 27 | Бенкет Іллі Муромця            | Georgios Kallis | 1:16 |
| 28 | Пробудження                    | Georgios Kallis | 1:31 |
| 29 | Повернення богатирів           | Georgios Kallis | 1:51 |

## Прокат
«Останній богатир» менше ніж за два тижні прокату подолав планку в один мільярд рублів і став найкасовішим російськи фільмом 2017 року, за даними ЄАІС (цей рекорд через короткий час побила спортивна екшн-драма «Рух нагору», яка заробила у прокаті 3 мільярди рублів). Всього «Останній богатир» зібрав у прокаті понад 1,7 млрд рублів, окупивши свій бюджет за 11 днів.
Причину успіху знаходять як у позитивному сарафанному радіо, так і в активній підтримці дистриб'юторів.

## Нагороди та номінації
- У грудні 2017 року фільм став володарем премії The Hollywood Reporter у номінації «Проект року»[11].
- У січні 2018 року фільм отримав кінопремію Золотий орел у номінації «Найкраща робота художника з гриму та пластичних спецефектів»[12].
- У 2019 році відзначений національною телевізійною премією ТЕФІ-KIDS 2019 НОМІНАЦІЯ: Телевізійний фільм/серіал для дітей.

## Гра
Ще до виходу фільму «Disney» випустила мобільну гру «Останній богатир: Герої Білогір'я».

## Продовження
Російське представництво «Disney» після успішних касових зборів розпочало роботу над продовженням фільму. Над сценарієм майбутнього фільму працювали ті самі люди, що й над першою частиною під керівництвом Віталія Шляппо. Фільм отримав назву «Останній богатир: Корінь зла» і вийшов 1 січня 2021.
Влітку 2019 стало відомо, що «Disney» знімає відразу два продовження разом. Третя, заключна частина фільму вийшла 23 грудня 2021 року під назвою «Останній богатир: Посланець пітьми».